# Jikkyō Powerful Pro Yakyū 3
Jikkyō Powerful Pro Yakyū 3 (実況パワフルプロ野球3?) es un videojuego de béisbol para Super Famicom publicado por Konami en febrero de 1996, exclusivamente en Japón. Este es el tercer juego de la saga Jikkyō Powerful Pro Yakyū.